# Marwan Elshorbagy
Marwan Elshorbagy (* 30. Juli 1993 in Alexandria) ist ein englisch-ägyptischer Squashspieler.

## Leben
Marwan Elshorbagy wuchs wie sein Bruder Mohamed Elshorbagy, ebenfalls Squashspieler, in seiner Geburtsstadt Alexandria auf, ehe beide in England die Millfield School in Somerset besuchten. Im Anschluss nahm er, ebenfalls wie sein Bruder, an der University of the West of England in Bristol sein Studium auf, das er 2014 erfolgreich abschloss.

## Karriere
Marwan Elshorbagy begann seine professionelle Karriere im Jahr 2010 und gewann bislang 16 Turniere auf der PSA World Tour. Seine höchste Platzierung in der Weltrangliste erreichte er mit Rang drei im Mai 2018. Bereits in seiner Zeit bei den Junioren feierte er große Erfolge. In den Jahren 2011 und 2012 gewann er jeweils die Junioren-Weltmeisterschaft, die er beide Male gegen Mohamed Abouelghar gewann. 2011 in Herentals gewann er klar in drei Sätzen, im Jahr darauf in Doha endete die Partie mit 3:1. 2010 und 2012 gewann er insgesamt zwei Titel bei den British Junior Open. Schon 2011 erreichte er bei der Weltmeisterschaft der Profispieler das Achtelfinale, als er in der zweiten Runde den an Position elf gesetzten Daryl Selby in fünf Sätzen bezwang. 2017 nahm er mit der ägyptischen Nationalmannschaft an der Weltmeisterschaft teil und gewann mit ihr den Titel. Im selben Jahr zog er erstmals ins Finale der Weltmeisterschaft ein, in dem er auf seinen Bruder Mohamed traf. Diesem unterlag er in fünf Sätzen.
Im Juli 2023 gab Elshorbagy bekannt, künftig unter englischer Flagge zu spielen. Zuvor hatte er wie sein Bruder Mohamed Elshorbagy, der bereits seit Juni 2022 für England antritt, die britische Staatsbürgerschaft erhalten. 2023 erreichte er mit der englischen Nationalmannschaft das Finale der Weltmeisterschaft, das gegen Ägypten mit 0:2 verloren ging. 2024 gelang ihm mit der Mannschaft der Titelgewinn bei den Europameisterschaften. Darüber hinaus unterlag er mit England bei den Weltmeisterschaften im Finale ein weiteres Mal Ägypten. 2025 folgte der erneute Titelgewinn bei den Europameisterschaften.

## Erfolge
- Vizeweltmeister: 2017
- Weltmeister mit der Mannschaft: 2017
- Europameister mit der Mannschaft: 2024, 2025
- Gewonnene PSA-Titel: 16